# Belldandy
Belldandy (ベルダンディー, Berudandī) est un personnage et le protagoniste féminin principal du manga Ah! My Goddess de Kōsuke Fujishima. Originaire du Monde Céleste, elle est une déesse de première classe, seconde catégorie, pouvoirs illimités qui contrôle le vent et représente le présent (Verdandi).

## Biographie
Belldandy est une déesse travaillant au Bureau d'Assistance des Déesses du Monde Céleste. À la suite d'un mauvais numéro, elle est venue sur Terre en traversant un miroir afin d'exaucer le vœu de Keīchi Morisato, jeune étudiant né sous une mauvaise étoile et pourtant foncièrement bon, et se retrouve « coincée » dans le monde des humains après « validation » de son souhait, Keīchi qui croyait à une blague ayant fait sans vraiment y réfléchir, le vœu qu'elle reste avec lui pour toujours.
Ce souhait est validé (à leur grande surprise) par Yggdrasil, le système informatique du Monde Céleste, et maintenu par la bien nommée « Force d'Imposition », un phénomène ou une force invisible et omnipotente qui assure de les maintenir liés : si qui que ce soit ou quoi que ce soit menace, explicitement ou indirectement, volontairement ou non, de séparer Belldandy et Keīchi (au sens figuré comme géographique), ladite force entre en action et provoque les événements nécessaires pour les réunir, quitte à créer des réactions en chaîne ou des catastrophes. Le pouvoir de cette force est tel que Belldandy elle‑même assume auprès de Keīchi que personne, pas même une divinité, ne peut aller à son encontre.
Elle s'accoutume alors peu à peu à sa nouvelle vie dans le monde des humains en compagnie du jeune homme. Belldandy tombe progressivement amoureuse de lui en vivant à ses côtés.
Mais elle a pour sœurs son aînée Urd et sa cadette Skuld, deux autres déesses plus « turbulentes » et avec lesquelles il est parfois difficile de prime abord de voir un lien de parenté : elles viendront à leur tour s'installer avec Belldandy et Keīchi, Urd encourageant leur relation et Skuld, idolâtre et possessive qu'elle est envers son aînée, s'y opposant quitte à créer des problèmes.
Certains problèmes d'ordre divin comme des soucis liés au Monde Céleste, au fonctionnement d'Yggdrasil ou encore la menace ou l'interférence de Démons (antagonistes naturels des divinités), viennent ponctuellement s'ajouter au cours de sa vie sur Terre, à celles causées par sa sororité ainsi que celles, plus terre-à-terre, du quotidien dans le monde des Humains.

## Personnalité
Belldandy est la bonté incarnée, toujours gentille, douce et ne possédant aucune mauvaise pensée. Elle déborde de compassion, essayant toujours de voir le bon côté des gens au‑delà des apparences et aimant aider autrui. En qualité de déesse de première classe, elle est également incapable de mentir (ce qui complique pour Keīchi la préservation de son secret).
Lorsqu'elle doit rester pour toujours sur Terre auprès de Keīchi Morisato à la suite de la validation de son vœu, elle s'y conforme pleinement, sans manifester de réticence ou le moindre regret, et commence alors sa nouvelle vie.
Elle n'est toutefois pas aussi « parfaite » qu'elle en a l'air : à son grand regret, elle est incapable de contrôler sa jalousie fugace quant à ses sentiments pour Keīchi (ce qui fragilise son scellé et libère involontairement sa puissance), et ne sait plus se contrôler quand elle le pense — à tort ou à raison — en danger.
Au cours de l'histoire, il est également révélé qu'elle est quand même assez naïve, se faisant facilement berner, et adore chanter (parfois plus que de raison).

## Caractéristiques
Sa beauté et sa nature suscitent facilement l'intérêt des hommes quels qu'ils soient.
Physiquement, Belldandy a le phénotype d'une « étrangère » (sous‑entendu, europoïde) pour un milieu japonais, étant perçue comme telle par les humains qui ignorent sa nature divine. Ses mensurations sont 83-57-84.
Elle est châtaine aux yeux bleus. Quand elle ne laisse pas sa longue chevelure relâchée, elle l'attache par le bas ou en la réunissant en une longue queue-de-cheval (et se coiffe d'un turban rose noué du côté gauche de sa tête lorsqu'elle est typiquement vêtue en qualité de membre du Bureau d'Assistance Divine), et s'habille de blanc et de bleu (tenue divine qu'elle qualifie de « tenue de combat ») ou en circonstance dans le monde des Humains.
En qualité de déesse, elle possède des sceaux faciaux de couleur indigo qui sont des traits caractéristiques la distinguant des Humains (et à moindre mesure, des Démons dont les sceaux sont de couleur rouge) : son sceau frontal, le « Sceau du Temps présent » auquel elle préside en tant que Norne, est en forme de cerf‑volant (coupé par un disque lorsqu'elle libère toute sa puissance divine, ce qui a aussi pour effet d'éclaircir sa pilosité — et de changer la couleur des sceaux, dans l’œuvre originale).
Elle arbore également des bijoux dorés, qui sont en fait des artéfacts et des scellés pour limiter ses pouvoirs, trop importants pour la Terre qu'elle pourrait, en tant que déesse de première classe avec sa puissance relâchée, détruire sur une simple négligence.

## Relations avec les autres personnages

### Manga et série animée éponyme
Belldandy est reconnue et estimée par la plupart de ses pairs, et généralement adorée par ceux qui font sa connaissance, suscitant parfois malgré elle l'amour ou le désir.
Elle développe un amour réciproque pour l'Humain Keīchi Morisato en résidant auprès de lui et en partageant sa vie, sous le même toit comme en travaillant ensemble à mi-temps, ainsi qu'en fréquentant avec lui le Club Automobile et la même université, où elle est très populaire et appréciée (au détriment de Sayoko Mishima, ancienne reine de la fac avant son arrivée qui se fait voler la vedette et l'a en horreur).
Belldandy est la fille du Tout‑Puissant et Ansuz (introduite uniquement dans le manga), qui dirigent le Monde Céleste, et a deux sœurs : Urd, l'aînée semi‑démone et alchimiste fabricante de potions (née d'une précédente idylle de son père avec Hild) ; et Skuld, la cadette inventrice de nouvelles technologies. La première l'apprécie beaucoup et se soucie du petit couple (quitte à s'ingérer auprès de Keīchi pour le pousser à être « plus entreprenant » envers sa cadette), et la seconde l'aime au point d'être idolâtre, possessive et envahissante (jusqu'à provoquer des catastrophes en s’immisçant entre sa sœur adorée et le jeune homme pour avoir son attention exclusive).
Dans un sens comme dans l'autre, cela peut compliquer sa relation avec Keīchi, qui est sentimentalement timide et manque d'audace. Elle demeure toutefois constante ainsi que perpétuellement sincère, confiante, attentionnée, patiente et aussi rassurante que possible avec lui concernant ses sentiments, ce qui les fait avancer dans leur histoire à leur rythme : lentement, mais sûrement.

### Série d'OAV
Dans la première adaptation de 1993, plus dramatique et qui prend une autre tournure non canonique au manga, il est révélé qu'en réalité Belldandy et Keīchi s'étaient déjà rencontrés et fréquentés au temple Tariki Hongan quand ils étaient enfants, tandis qu'elle avait perdu un bijou auquel elle tenait : leur histoire d'amour avait réellement commencée à cette rencontre. Malheureusement pour eux, l'issue fut tragique malgré la promesse qu'il lui avait faite, Belldandy ayant été rappelée de force dans le Monde Céleste sur décision de son père (le Tout-Puissant) et Keīchi se faisant effacer la mémoire sur les événements.
Rétroactivement, c'était pour éviter de répéter la tragédie qu'elle s'était abstenue de lui raviver ces souvenirs depuis leurs retrouvailles, espérant toutefois en secret qu'il se rappelle le lien qui les unissait : heureusement, face à l'imminence de son nouveau retour forcé au Monde Céleste et sa peine à l'idée de ne plus jamais la revoir, la mémoire de Keīchi se débloque de lui-même et lui revient. Il profite alors du temps qui leur est imparti pour tenter de tenir la fameuse promesse d'enfance qu'il avait faite à celle qu'il aime.

### SérieLes Aventures des Mini-Déesses
Belldandy, fidèle à elle-même, suscite le béguin au rat Gan, qui ne se fait pas victimiser par elle comme avec ses sœurs : aimant sa gentillesse et sa douceur, il préfère donc de loin sa compagnie.

### Ah! My Goddess, le film
En trois années de vie commune avec ses sœurs, Belldandy et Keīchi filent le parfait amour et sont un duo de choc du club automobile, réputés comme étant des copilotes indissociables et se connaissant sur le bout des doigts. Même la nouvelle venue Morgan, qui profite de l'amnésie de la déesse et tente activement de s'immiscer entre eux, ne parvient pas à briser ce lien et les séparer : ceci est confirmé avec l'épreuve de la Porte du Jugement, qui reconnait l'intensité ainsi que la pureté de leur amour et les réunit formellement comme deux âmes sœurs, ce qui ne s'était jamais produit avant eux.
Elle a également depuis toute petite un lien profond avec son mentor Celestin, qui lui a transmis entre autres sa grande compassion pour les créatures mortelles.

## Attributs
Belldandy est une déesse de première classe, seconde catégorie, pouvoirs illimités qui est plus puissante qu'elle ne peut le laisser penser de prime abord : cette puissance est telle qu'en plus de la Force d'Imposition qui agit dessus, elle est aussi obligée de porter des scellés afin de restreindre ses pouvoirs sur la Terre, qui pourrait être théoriquement détruite sur une simple négligence de sa part (à échelle de comparaison, Belldandy avoue à Keīchi qu'en usant sans restrictions de ses pouvoirs pour reconstituer en un instant et en l'état le temple, intégralement réduit à des tas de déchets, elle n'utiliserait qu'un millionième de ses capacités). Bien que ses pouvoirs soient réduits et très limités après son assignation auprès de Keīchi, certaines de ses interventions par le biais de ses pouvoirs pour régler des problèmes relèvent tout de même du Deus ex machina.
Si cela ne va pas à l'encontre de la Force d'Imposition (à laquelle elle est elle-même soumise personnellement, à la suite du vœu de Keīchi) et que le karma de l'individu concerné le rend méritant, sa condition de Norne la dispose naturellement (même inconsciemment, incidemment ou tacitement) à influencer positivement la chance ou le bonheur des Humains qui croisent son chemin (à l'instar d'un porte-bonheur concret et vivant), que ce soit par sa simple présence ou son désir. Elle a aussi une influence, parfois une autorité, naturelle et positive sur la plupart des individus de condition inférieure selon leur karma et leur comportement, qu'elle encourage avec son charisme (via son aura divine ou ses paroles) à être le plus bienveillant possible. Cette influence lui permet parfois de s'attirer la sympathie voire de se rallier le soutien concret d'anciens ennemis et individus aux intentions précédemment hostiles ou nuisibles, et peut se traduire plus concrètement par un pouvoir de « purification » (qu'elle utilise notamment pour changer l'inclinaison profonde d'un familier démonique implanté en elle, Lance, en inclinaison divine et, par conséquent, la « convertir » en la rendant aussi bienveillante et adorable qu'Holy Bell).
En tant que déesse de première classe, elle maîtrise toutes les sortes de magie, à l'exception de la magie du feu (dans laquelle elle n'a que quelques notions). Belldandy est experte dans la magie protectrice et dans la magie élémentaire du vent. Elle est une excellente pilote de balai et, bien qu'elle n'en soit pas réellement une, a un diplôme de Valkyrie (dans l'histoire, catégorie de déesse guerrière d'élite de la Division de Combat, à laquelle appartient sa future amie Lind).
Elle sait communiquer avec les animaux, et même se faire comprendre par des objets « inanimés ». En temps normal, Belldandy peut lire les pensées des humains : mais avec son niveau restreint, elle peut seulement (et en se concentrant) discerner leurs émotions et humeurs, qui émanent d'eux sous la forme d'une aura de couleur spécifique (par exemple : le jaune pour la joie, le bleu pour la tristesse, le gris pour l'ennui, le rose pour l'amour, le rouge pour la colère...).
Belldandy a une spécificité insolite en rapport avec la boisson : alors que, contrairement aux autres, elle supporte sans sourciller l'alcool comme le serait une boisson non alcoolisée, elle ne tient par contre pas du tout le soda qui, pour elle et à la moindre gorgée, a les mêmes effets désinhibants.
Elle se déplace magiquement à travers les miroirs. Son ange, considéré comme l'un des plus beaux du Monde Céleste, s'appelle Holy Bell.
Dans le film d'animation, son arme de prédilection pour le combat est révélée : une sorte de sceptre ou de faux de guerre.

## Origine du nom

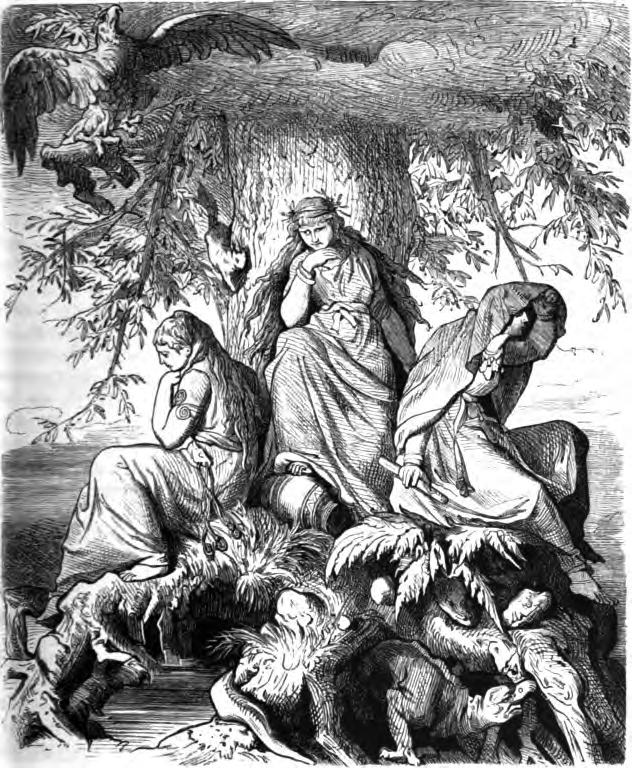
Les Nornes seyant au bas d'Yggdrasil.

Son nom est une déformation involontaire de celui de la Norne dont elle est inspirée, Verdandi, déesse nordique du Présent accompagnée de Skuld, déesse du Futur, et d'Urd, déesse du Passé.
L'inspiration mythologique sur le personnage, et l’œuvre dont elle est issue, est assumée. Par exemple :
- la sororité divine principale de l'histoire (à laquelle appartient Belldandy) explicitement assimilée aux trois Nornes mythologiques, partageant (hormis leur caractère sororal, qui est littéral dans l'histoire alors qu'elle n'est que figurative dans la mythologie) les mêmes rôles et attributs qu'elles. Belldandy se décrit elle-même explicitement comme l'une des « trois Nornes » (sa sororité dans l'histoire) et présidant personnellement au « Temps présent » (comme la Verdandi mythologique) ;
- des entités homonymes (comme Fenris et Midgard), un bestiaire et des éléments de l'histoire d'inspiration explicitement mythologique ;
- l'allure de Belldandy ainsi que les symboles faciaux (typiques des anciens peuples celtes, germaniques et nordiques) des divinités et démons ;
- Belldandy jouant de la cornemuse pour accompagner la musique dans le générique d'ouverture de la deuxième saison dans la série animée télévisuelle.

## Autour du personnage
- Le personnage est partiellement inspiré d'un autre personnage, également deutéragoniste, du précédent seinen manga de Kousuke Fujishima : Miyuki Kobayakawa, de Taiho Shichauzo (Équipières de choc en version française). La présentation de Miyuki comme « déesse » dans une publicité révélatrice pour T-shirt de sa propre œuvre, et également son apparition en tant que telle dans un yonkoma de son propre manga, établissent le lien annoncé entre les deux œuvres de Fujishima qui, bien qu'elles ne soient pas directement liées, se passent dans le même univers (faisant d’Ah! My Goddess une suite dérivée d’Équipières de choc).

- En tant que personnage de fiction incarnant un archétype féminin (divin et angélique en l'occurrence) idéalisé à l'extrême, Belldandy a sur bien des points le profil d'une Mary‑Sue. Cette comparaison se constate notamment avec, pour exemples :

- son ingénuité stéréotypée couplée à son absence de faiblesses ou de défauts significatifs, ceux-ci ne servant au mieux qu'à une fin scénaristique ou à rendre le personnage plus attachant qu'il n'est déjà supposé l'être (comme sa jalousie amoureuse à propos de Keīchi, dans une relation établie et réciproque, qui bien qu'elle se traduise d'habitude par un déclenchement inconscient et incontrôlé de ses pouvoirs, n'amène en réalité à aucune véritable conséquence négative pour les protagonistes et, loin d'être maladive ou intempestive, demeure passive, occasionnelle, contextuelle et fugace, ne servant donc qu'à susciter l'adhésion et de l'attachement compassionnel — dans un contexte sérieux et grave, de l'hilarité ou de la tendresse — dans un contexte léger et comique — pour elle en présentant — uniquement — positivement une manifestation romantique, récurrente et puissante de son propre attachement pour son bien-aimé, et sa crainte tacite de perdre son amour ; dans les mêmes intentions, sa tendance tragique à la détresse ou une posture sacrificielle quand un danger, s'il est imaginaire et n'a pas lieu d'être, lui semble menacer leur amour ou, s'il est théorique ou effectif, la vie ou simple intégrité de ce dernier, traduisant également son angoisse tacite à l'idée de sa perte) ;

- son herméticité à des forces négatives ainsi que son incorruptibilité morale totale, figurée comme littérale (qui lui permettent de convertir aisément un ennemi à sa cause d'une simple parole moraliste ou d'aller jusqu'à « purifier » et « convertir », au sens propre, par elle‑même — et contre toute probabilité avérée — un familier démonique implanté en elle contre son gré, dans un état d'inconscience et de faiblesse, et censé la transformer en Démon), et son incapacité radicale de nuire, sciemment ou incidemment, à autrui (hormis raison contextuelle et moralement justifiée, qu'elle soit inévitable ou scénaristique ; ou situation légère et comique) ;

- dans des cas radicaux comme celui‑ci, une faculté répétée et invraisemblable à passer outre (dans un souci de souligner plus que de raison le caractère exceptionnel et la singularité du personnage) les « lois et règles » diégétiques fixées et régissant son propre univers (comme lorsqu'elle se fait incidemment aimer d'une machine pourtant dénuée de conscience — Banpei RX — qui parvient, au-delà de ses limites techniques et de sa propre programmation, à développer des émotions d'amour à son contact, et prendre ainsi des décisions et initiatives subjectives en sa faveur) sans jamais en subir de réelles conséquences (échappant par exemple à des sanctions lorsqu'elle enfreint les lois auxquelles elle est soumise, par un prétexte narrativement commode) ;

- sa puissance naturellement supérieure comparée à la plupart des personnages de même légitimité ou rang, parfois même d'un rang supérieur (avéré ou supposé) ;

- un excès peu crédible de dons et/ou de compétence dans pratiquement tous les domaines abordés, même « humains » (ne nécessitant ni action divine ni magie) et nouveaux pour elle, ainsi qu'une aisance poussive à réussir à peu près tout ce qu'elle entreprend sans véritablement rencontrer de difficultés ni avoir réellement à faire d'efforts, évoluer, se dépasser ou sacrifier quoi que ce soit ;

- dans la continuité des deux points précédents, ses résolutions de problème à répétition qui, bien que justifiées par sa nature divine, relèvent souvent (et abusivement) du Deus ex machina, procédé de résolution narrative généralement évité au possible pour son caractère commode et relativement paresseux, témoignant souvent d'une solution de facilité à une incohérence narrative inextricable ou une situation demeurant — ou considérée — insoluble autrement ;

- enfin, une propension consensuelle à être aisément appréciée voire aimée de tout un chacun, et n'être véritablement remise en cause ou dépréciée que par quelques antagonistes (généralement présentés a priori comme malveillants, antipathiques, envieux et/ou jaloux).

Par corollaire, cela entrave de réels développement de sa psychologie et son évolution, la tension narrative, et réduit son intérêt narratif en tant que personnage de premier plan au sein de sa propre histoire.
- Graphiquement, elle est sans doute le personnage qui illustre le mieux l'amélioration technique ainsi que l'évolution stylistique flagrantes de Fujishima au cours de l'histoire dans l’œuvre originale (prépubliée en 1988, puis parue en volumes à partir de 1989 et conclue en 2014). Les différentes adaptations animées, réparties sur deux décennies (1993-2013), respectent cette évolution.